# Off the Wall
《Off the Wall》은 미국의 가수 마이클 잭슨의 다섯 번째 스튜디오 음반이다. 성인 시절을 기준으로는 첫 음반이다. 에픽 레코드가 1979년 8월 10일에 발매했으며 전 세계적으로 약 2000만장이나 팔려나간 것으로 추정하고 있다. 퀸시 존스가 프로듀서 했으며 그 외에도 폴 매카트니와 스티비 원더 그리고 'Rod Temperton' 등이 도와줬다. 호평과 인정을 받았고 빌보드 200에선 3위를 빌보드 핫 100에는 4개의 싱글을 10위 안에 진입시켰는데 이는 한 앨범에서 가장 많은 싱글을 빌보드 10위에 올린 신기록이었던 것이다. 〈Don't Stop 'Til You Get Enough〉와 〈Rock with You〉은 빌보드 핫 100에서 1위를 차지한다. 엄청난 상업적 성공을 거뒀으며 그래미 어워드에서도 4개 부문의 노미네이트되었고 1개의 상을 수상했다. 2001년 10월 16일에는 스페셜 에디션이 발행되었으며 2003년에는 롤링 스톤이 선정한 역사상 가장 위대한 음반 500위에서 68위를 차지하였다. 2008년 《Off the Wall》은 그래미 명예의 전당에 헌액된다.

## 평가/일화
《Off the Wall》은 많은 평론가들에게 호평과 인정을 받았다. 롤링 스톤은 명확한 디스코와 세련된 R&B로 구성됐다며 칭찬했으며 평론 매체 'Robert Christgau'는 A를 'Melody Maker','Yahoo! Music','Sounds','Smash Hits','Blender' 등의 평론 매체에서는 (favorable)를 줬다. 아메리칸 뮤직 어워드에서 좋아하는 R&B 소울 아티스트,좋아하는 R&B 소울 앨범,좋아하는 R&B 소울 싱글로 3개의 상을 수상한다. 그래미 어워드에서는 최고의 남성 R&B 보컬상을 수상한다. 하지만 이런 성공에도 불구하고 잭슨은 《Off the Wall》이 더 큰 영향력을 줬어야 했다고 생각했고 다음 음반은 《Off the Wall》보다 더 큰 영향을 역사상 가장 뛰어난 음반을 만들기로 결정했다고 한다. 특히, 그래미 어워드에서 1개의 상 밖에 수상하지 못한 것에 대해 무척 실망했으며 그러한 결과는 불공정했다고 자신의 자서전 'Moonwalk'에서 밝힌 바 있다.

## 수록곡
| #            | 제목                                                  | 작사·작곡                       | 프로듀서             | 재생 시간 |
| ------------ | ----------------------------------------------------- | ------------------------------- | -------------------- | --------- |
| 1.           | 〈Don't Stop 'Til You Get Enough〉                    | 마이클 잭슨                     | 퀸시 존스 잭슨 (co.) | 6:04      |
| 2.           | 〈Rock with You〉                                     | 로드 템퍼튼                     | 존스                 | 3:40      |
| 3.           | 〈Working Day and Night〉                             | 잭슨                            | 존스 잭슨 (co.)      | 5:14      |
| 4.           | 〈Get on the Floor〉                                  | 잭슨 루이스 존슨                | 잭슨 존스            | 4:39      |
| 5.           | 〈Off the Wall〉                                      | 템퍼튼                          | 존스                 | 4:05      |
| 6.           | 〈Girlfriend〉                                        | 폴 매카트니                     | 존스                 | 3:05      |
| 7.           | 〈She's Out Of My Life〉                              | Tom Bahler                      | 존스                 | 3:37      |
| 8.           | 〈I Can't Help It〉                                   | 스티비 원더 Susaye Greene       | 존스                 | 4:29      |
| 9.           | 〈It's the Falling in Love〉 (featuring Patti Austin) | Carole Bayer Sager David Foster | 존스                 | 3:48      |
| 10.          | 〈Burn This Disco Out〉                               | 템퍼튼                          | 존스                 | 3:41      |
| 총 재생 시간 | 총 재생 시간                                          | 총 재생 시간                    | 총 재생 시간         | 42:16     |

### 인증
| 국가                                                                                         | 인증        | 판매량/출하량 |
| -------------------------------------------------------------------------------------------- | ----------- | ------------- |
| 오스트레일리아 (ARIA)                                                                        | 5× 플래티넘 | 350,000^      |
| 캐나다 (뮤직 캐나다)                                                                         | 플래티넘    | 300,000       |
| 덴마크 (IFPI Danmark)                                                                        | 골드        | 10,000        |
| 프랑스 (SNEP)                                                                                | 플래티넘    | 300,000*      |
| 독일 (BVMI)                                                                                  | 플래티넘    | 500,000^      |
| 홍콩 (IFPI 홍콩)                                                                             | 골드        | 10,000*       |
| 이탈리아 (FIMI) sales since 2009                                                             | 골드        | 30,000*       |
| 일본 (RIAJ)                                                                                  | 2× 플래티넘 | 500,000       |
| 네덜란드 (NVPI)                                                                              | 플래티넘    | 100,000^      |
| 뉴질랜드 (RMNZ)                                                                              | 6× 플래티넘 | 90,000^       |
| 스위스 (IFPI 스위스)                                                                         | 플래티넘    | 50,000^       |
| 영국 (BPI)                                                                                   | 6× 플래티넘 | 1,800,000^    |
| 미국 (RIAA)                                                                                  | 9× 플래티넘 | 9,000,000     |
| 요약                                                                                         |             |               |
| 유럽 (IFPI) re released edition                                                              | 플래티넘    | 1,000,000*    |
| 전 세계                                                                                      | —           | 20,000,000    |
| *판매량을 기반으로 한 인증 · ^출하량을 기반으로 한 인증 · 판매량+스트리밍을 기반으로 한 인증 |             |               |